# Hungulf

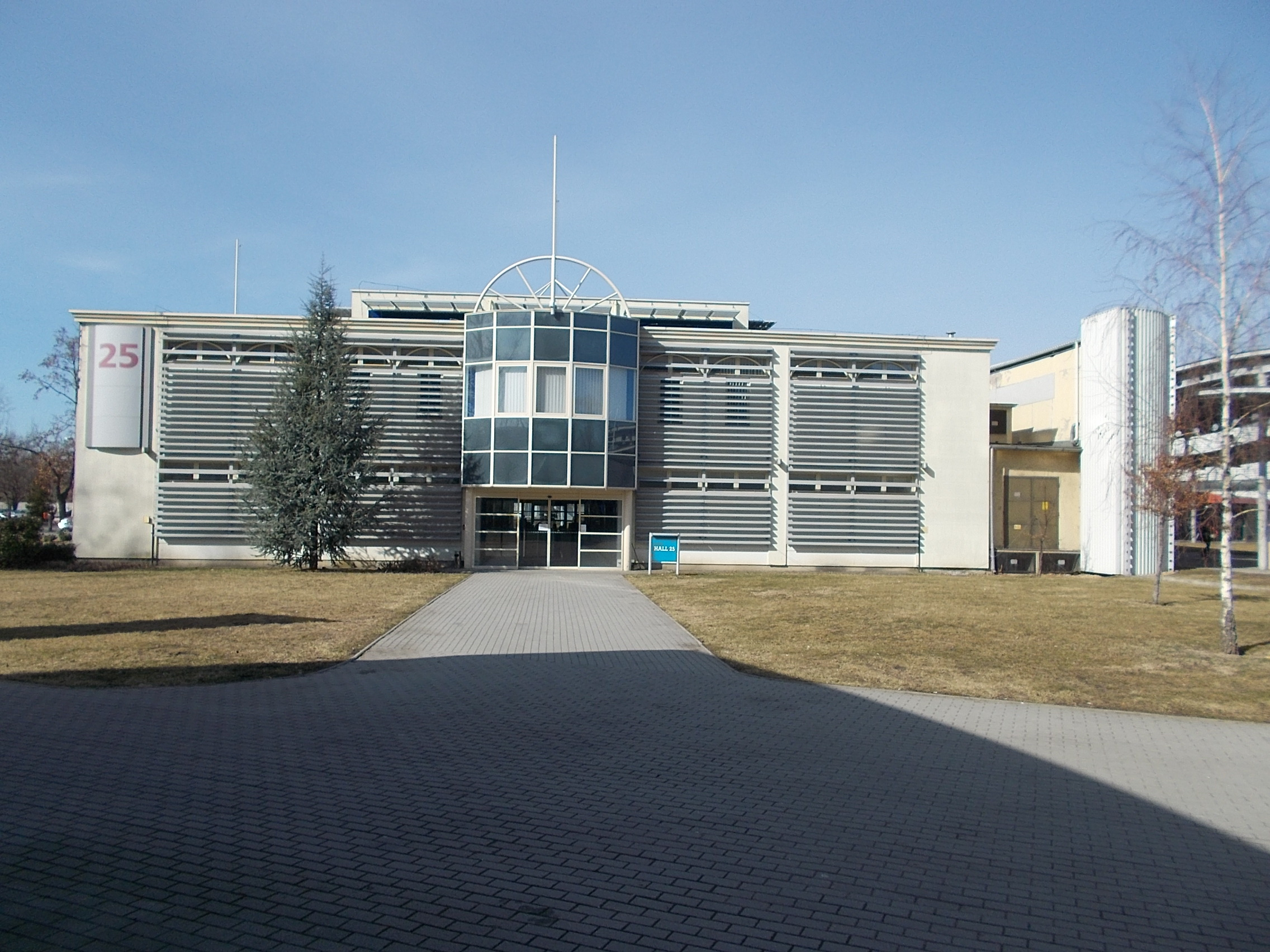
A Hungexpo épülete

A HUNGULF Expó és Konferencia a Mi Hazánk Mozgalom főszervezésével és az Öböl Menti Együttműködési Tanács országai (Kuvait, Bahrein, Katar, Egyesült Arab Emírségek, Omán, Szaúd-Arábia) politikai és gazdasági szereplőinek meghívásával szervezett kiállítás és vásár, amely első alkalommal 2024. november 9-én került megrendezésre.
A hagyományteremtő szándékkal életre hívott Hungulf elsődleges célja, hogy összekösse a magyar kis- és középvállalkozókat az Öböl-menti térség piacaival.
2025-ben, szeptember 27-én 9-17 óráig ismét megrendezésre kerül az esemény, bővített területen és 120 kiállítóval.

## Előzmények
A Hungulf ötletgazdája és fővédnöke Toroczkai László, az Interparlamentáris Unió Magyar Nemzeti Csoportjának alelnöke – a Mi Hazánk Mozgalom elnöke. A Mi Hazánk elnöke, Toroczkai László az Interparlamentáris Unió (IPU) közgyűlésén vett részt Bahreinben, mint a magyar IPU alelnöke. Itt fogalmazódott meg az Öböl-menti országokkal való együttműködés igénye.
A rendezvénynek hazai társrendezvénye is van: Hazai Vásár néven, amely havonta más megyében kerül megrendezésre.

## Helyszín
A rendezvény helyszíne a HUNGEXPO Kongresszusi Központ, "C" pavilon, 1101 Budapest, Albertirsai út 10., II. kapu. 
A rendezvény ingyenesen látogatható!

Az Öböl Menti Együttműködési Tanács országai

## Résztvevők
2024-ben 90 válogatott magyar manufaktúra, startup vállalkozás, vagy bejáratott cég, termelő, fejlesztő mutatkozott be a Hungexpo területén az Öböl-menti országokból érkező üzletembereknek. A kiállító magyar cégek között a legtöbben méhészek, de sokan voltak egyéb élelmiszer-előállítók, ásványvíz-palackozók, valamint többen képviselték az IT-szektort.
A HUNGULF fővédnöke az Interparlamentáris Unió Magyar-Öböl-térség Országai Baráti Tagozatának alelnöke, a Magyar-Bahreini Baráti Csoport elnöke.
2025-ben 120 kiváló magyar kiállító tölti meg a Hungexpo C pavilonját.

## Öböl Menti Együttműködési Tanács
Kuvait, Bahrein, Katar, Egyesült Arab Emírségek, Omán és Szaúd-Arábia 1981-ben döntöttek az európai Közös Piac integrációs sikere nyomán saját gazdasági közösségük megalkotásáról. 2007-ben született meg egy valódi közös piac, mely végső formáját az az év decemberi dohai csúcstalálkozón nyerte el.
Kuvait gazdasága gazdag kőolaj-alapú gazdaság.  Kuvait a világ egyik leggazdagabb országa. A kuvaiti dinár a világ legmagasabb értékű pénzegysége. A Világbank szerint Kuvait a világ ötödik leggazdagabb országa az egy főre jutó bruttó nemzeti jövedelem alapján A mezőgazdaságot hátráltatja a korlátozott víz- és termőföld.  A gazdálkodásra alkalmas talaj nagy része Kuvait déli középső részén azonban megsemmisült, amikor az iraki csapatok felgyújtották a környéken lévő olajkutakat, és hatalmas "olajtavakat" hoztak létre. Kuvait élelmiszer-önellátási aránya 2016-ban 49,5% volt a zöldségekben, 38,7% a húsokban, 12,4% a naplókban, 24,9% a gyümölcsökben és 0,4% a gabonafélékben.
Bahrein gazdasága egy kis szigetország a Perzsa-öbölben, összterülete alig nagyobb Budapesténél. Mostanra az olajbizniszről híres, de sokáig gazdaságának gerincét a gyöngyhalászat jelentette, amelyet a CNN szerint Manhattannél nagyobb gyöngyágyakkal kívánnak újjáéleszteni.
Katar gazdasága fő gazdasági erőforrása a hatalmas kőolaj- és földgázkészlete. Iparát a kőolaj-finomítás, vegyipar és teljes vertikumú vaskohászat alkotja. A tetemes bevételekből fejlett infrastruktúrát, szociális intézményrendszert építettek ki. Mezőgazdaság Főbb árucikkek: paradicsom, datolya, padlizsán, juhtej, kecsketej.
Egyesült Arab Emírségek gazdasága Az 1970-es évektől kezdve a sivatag egy részét rendszeres öntözéssel megművelik. Ezt azok az öntözőrendszerek tették lehetővé, amelyek a hatalmas tengervíz-sótalanító üzemek által előállított édesvizet használják fel. A homokdűnék között így búza-, dohány- és lucernaföldek húzódnak meg. Dohány, zöldségfélék, citrusfélék és datolya termesztése elsősorban Al-Ain és a Hádzsár hegység körzetében összpontosul. A virágzó építőiparnak köszönhetően az apró halászkikötők modern olajterminálokká, nagy hajók fogadására alkalmas kikötőkké váltak. Ipar Fő ágazatok: kőolaj- és petrolkémiai ipar; alumínium-, cement-, műtrágyagyártás, építőipar, a kereskedelmi hajók javítása, kézműves ipar, textilipar.